# Citroenpendelvlieg
De citroenpendelvlieg (Helophilus trivittatus) is een insect uit het geslacht van de pendelvliegen (Helophilus) van de familie zweefvliegen (Syrphidae).

## Beschrijving en onderscheid
Deze 12 tot 18 millimeter lange soort lijkt wat op de 'gewone' pendelzweefvlieg (Helophilus pendulus), maar wordt groter, heeft grotere en lichtere gele vlekken op het achterlijf en het achterlijf is ook meer langwerpig van vorm. Ook de vlekken op het achterlijf wijken iets af; die op het derde achterlijfssegment zijn witter en raken elkaar, bij de pendelzweefvlieg zijn er ook twee oranje vlekken op het achterlijf aanwezig en de dwarsstrepen op het derde segment raken elkaar. Beide soorten hebben een in de lengte gestreept borststuk. In Nederland en België is de 'gewone'pendelzweefvlieg algemener. De citroenpendelzweefvlieg lijkt wat op een wesp, maar mist een taille, heeft twee vleugels in plaats van vier en meer ronde ogen in plaats van langwerpige ogen. Bij de meeste zweefvliegen is het geslachtsonderscheid eenvoudig vanwege de ogen die bij mannetjes tegen elkaar liggen, bij vrouwtjes uit elkaar. Bij deze soort is dat echter niet het geval, wel heeft een mannetje een iets smaller achterlijf.

## Algemeen
De zweefvlieg legt de eitjes in kleine, stilstaande en vaak tijdelijke waterpoeltjes waar de larven in leven. Deze hebben een zeer lange 'staart', die tot net onder het wateroppervlak reikt zodat de larve kan ademen. De larve leeft van bacteriën en detritus door het voedsel uit het water te filteren, net zoals die van de blinde bij (Eristalis tenax). Dit type larve wordt ook wel rattenstaartlarve genoemd. De citroenpendelvlieg heeft een voorkeur voor wat vochtige, bloemrijke omgevingen als vochtige heide en moerassen, maar wordt ook wel in tuinen aangetroffen. De vlieg leeft van nectar van verschillende soorten planten, echter alleen soorten waarbij het nectar niet te diep in de bloem zit, anders kan de vlieg er niet bij.